# Caryophyllia stellula
Caryophyllia stellula är en korallart som beskrevs av Stephen D. Cairns 1998. Caryophyllia stellula ingår i släktet Caryophyllia och familjen Caryophylliidae.
Artens utbredningsområde är Indiska oceanen. Inga underarter finns listade i Catalogue of Life.